# Esplanada (szczyt)
Esplanada – szczyt w Górach Orlickich o wysokości 889 metrów w pobliżu Zieleńca. Na zboczu znajdują się wyciągi narciarskie.

## Szlaki turystyczne
- Duszniki-Zdrój – Esplanada – Schronisko PTTK „Jagodna” – Długopole-Zdrój
- Duszniki-Zdrój – Esplanada – Masarykova chata[1]